# Tischtennis-Bundesliga 2009/10
Die Bundesliga 2009/10 war bei den Männern die 44. und bei den Frauen die 35. Spielzeit der höchsten deutschen Spielklasse im Tischtennis. Meister wurden Borussia Düsseldorf und der FSV Kroppach.

## Männer
Bei den Männern nahmen zehn Mannschaften teil, neu waren der 1. FC Saarbrücken und die TG Hanau, die den Absteiger TTV Gönnern ersetzt und die Liga damit wieder auf 10 Mannschaften aufgestockt hatten. Die besten vier Mannschaften nach Abschluss der regulären Saison nahmen an den Play-off-Runden teil, um den deutschen Meister zu ermitteln. In zwei Finalspielen setzte sich Borussia Düsseldorf gegen die TTF Liebherr Ochsenhausen durch, wurde damit zum 23. Mal deutscher Meister und sicherte sich gleichzeitig das Triple aus deutscher Meisterschaft, Pokalsieg und Champions-League-Sieg. Die neunt- und zehntplatzierten Mannschaften, der TTC indeland Jülich und der TTC Frickenhausen, stiegen in die 2. Bundesliga ab und wurden durch den TTC Ruhrstadt Herne und den TSV Gräfelfing ersetzt. Für Frickenhausen hatte es zur Winterpause mit 5 Siegen aus 9 Spielen noch gut ausgesehen, dann kündigte der Verein jedoch seinem Spieler Tan Ruiwu, der parallel einen Einsatz für einen saudi-arabischen Verein absolvieren wollte, was beinahe zum Verlust aller Punkte geführt hätte; in den übrigen neun Spielen ohne Tan Ruiwu gelang kein Sieg mehr, und Frickenhausen stieg ab.
Auf den Aufstieg in die 1. Bundesliga verzichtete der FC Tegernheim (Meister 2. BL Süd).

### Abschlusstabelle
| Rang | Mannschaft                      | Begegnungen | Siege | Niederlagen | Spiele | Punkte |
| ---- | ------------------------------- | ----------- | ----- | ----------- | ------ | ------ |
| 1    | Borussia Düsseldorf (M)         | 18          | 16    | 2           | 50:18  | 32:4   |
| 2    | TTC RhönSprudel Fulda-Maberzell | 18          | 13    | 5           | 45:31  | 26:10  |
| 3    | TTF Liebherr Ochsenhausen       | 18          | 11    | 7           | 39:29  | 22:14  |
| 4    | TTC Zugbrücke Grenzau           | 18          | 9     | 9           | 39:36  | 18:18  |
| 5    | 1. FC Saarbrücken (N)           | 18          | 8     | 10          | 35:37  | 16:20  |
| 6    | SV Werder Bremen                | 18          | 8     | 10          | 32:38  | 16:20  |
| 7    | SV Plüderhausen (P)             | 18          | 7     | 11          | 32:39  | 14:22  |
| 8    | TG Hanau (N)                    | 18          | 7     | 11          | 31:42  | 14:22  |
| 9    | TTC indeland Jülich             | 18          | 6     | 12          | 31:43  | 12:24  |
| 10   | TTC Frickenhausen               | 18          | 5     | 13          | 27:48  | 10:26  |

Legende
- Grün: Play-Off
- Rot: Abstieg
- (M): Meister der Vorsaison
- (P): Pokalsieger der Vorsaison
- (N): Aufsteiger aus der Vorsaison

### Play-offs
|  | Halbfinale (Hinspiel/Rückspiel/GesamtSätze) | Halbfinale (Hinspiel/Rückspiel/GesamtSätze) | Halbfinale (Hinspiel/Rückspiel/GesamtSätze) | Halbfinale (Hinspiel/Rückspiel/GesamtSätze) | Halbfinale (Hinspiel/Rückspiel/GesamtSätze) |  |  | Finale (Hinspiel/Rückspiel/Gesamt) | Finale (Hinspiel/Rückspiel/Gesamt) | Finale (Hinspiel/Rückspiel/Gesamt) | Finale (Hinspiel/Rückspiel/Gesamt) | Finale (Hinspiel/Rückspiel/Gesamt) |
|  |                                             |                                             |                                             |                                             |                                             |  |  |                                    |                                    |                                    |                                    |                                    |
|  |                                             |                                             |                                             |                                             |                                             |  |  |                                    |                                    |                                    |                                    |                                    |
|  | 4                                           | TTC Zugbrücke Grenzau                       | 1                                           | 1                                           | 2                                           |  |  |                                    |                                    |                                    |                                    |                                    |
|  | 1                                           | Borussia Düsseldorf                         | 3                                           | 3                                           | 6                                           |  |  |                                    |                                    |                                    |                                    |                                    |
|  |                                             |                                             |                                             |                                             |                                             |  |  | 1                                  | Borussia Düsseldorf                | 3                                  | 3                                  | 6                                  |
|  |                                             |                                             |                                             |                                             |                                             |  |  | 3                                  | TTF Liebherr Ochsenhausen          | 2                                  | 1                                  | 3                                  |
|  | 3                                           | TTF Liebherr Ochsenhausen                   | 3                                           | 2                                           | 520                                         |  |  |                                    |                                    |                                    |                                    |                                    |
|  | 2                                           | TTC Fulda-Maberzell                         | 2                                           | 3                                           | 519                                         |  |  |                                    |                                    |                                    |                                    |                                    |
|  |                                             |                                             |                                             |                                             |                                             |  |  |                                    |                                    |                                    |                                    |                                    |

## Frauen
Bei den Frauen nahmen insgesamt 10 Mannschaften teil, für den TTC Langweid war Hassia Bingen aufgestiegen. Meister wurde zum vierten Mal der FSV Kroppach. Gleich drei Vereine – TV Busenbach, TuS Bad Driburg und Hannover 96 – verließen die Bundesliga am Ende der Saison, für sie rückten bloß der TSV Schwabhausen und der TTK Anröchte nach.

### Abschlusstabelle
| Rang | Mannschaft                  | Begegnungen | Siege | Unentschieden | Niederlagen | Spiele | +/- | Punkte |
| ---- | --------------------------- | ----------- | ----- | ------------- | ----------- | ------ | --- | ------ |
| 1    | FSV Kroppach (M)            | 18          | 13    | 0             | 5           | 46:28  | +18 | 26:10  |
| 2    | TV Busenbach                | 18          | 12    | 0             | 6           | 48:35  | +13 | 24:12  |
| 3    | TTSV Saarlouis-Fraulautern  | 18          | 11    | 0             | 7           | 44:32  | +12 | 22:14  |
| 4    | DJK TuS Essen-Holsterhausen | 18          | 11    | 0             | 7           | 42:33  | +9  | 22:14  |
| 5    | SV Böblingen                | 18          | 11    | 0             | 7           | 44:37  | +7  | 22:14  |
| 6    | 3B Berlin Tischtennis       | 18          | 8     | 0             | 10          | 37:36  | +1  | 16:20  |
| 7    | Hassia Bingen (N)           | 18          | 8     | 0             | 10          | 36:40  | −4  | 16:20  |
| 8    | TuS Bad Driburg             | 18          | 8     | 0             | 10          | 32:41  | −9  | 16:20  |
| 9    | MTV Tostedt                 | 18          | 7     | 0             | 11          | 35:43  | −8  | 14:22  |
| 10   | Hannover 96                 | 18          | 1     | 0             | 17          | 13:52  | −39 | 2:34   |

Legende
- Grün: Meister
- Rot: Abstieg
- (M): Meister der Vorsaison
- (N): Aufsteiger aus der Vorsaison